# Socha rudoarmějce (Lanžhot)
Socha rudoarmějce je skulptura ve městě Lanžhot. Je také zapsanou kulturní památkou.

## Historie
Osvobození Lanžhota začalo 6. dubna 1945 přechodem Rudé armády přes řeku Moravu. Vojáci sváděli kruté boje, docházelo ke krutým leteckým bojům i bombardování a po zničení mostů musel být vybudován pontonový most přes řeku. Dne 11. dubna v odpoledních hodinách byl Lanžhot Rudou armádou dobyt.
Socha byla vystavěna na počest těchto událostí v roce 1953 Františkem Šenkem. Od 3. května 1958 je socha památkově chráněna. Roku 2008 přispěl ruský konzulát na opravu okolí okolo sochy a ruský konzul se při větších výročích účastní akcí u sochy. U sochy se pravidelně konají výroční akce k osvobození.

## Popis
Socha rudoarmějce je postavena na vysokém podstavci ukončeném vyloženou profilovanou římsou. Na přední straně podstavce nalezneme reliéf věnce kolem pěticípé hvězdy. Pod tímto reliéfem se nachází nápis:
OBČANÉ SVÝM
OSVOBODITELŮM
11.4.1945 - 9.5.1953

Socha zobrazuje vojáka Rudé armády v kontrapostu s vykročenou levou nohou. Rudoarmějec oděn ve vojenském stejnokroji s pláštěm sepjatým na hrudi, volně spadajícím přes záda k zemi. V pravé ruce, opřené o bok, drží samopal a v levé přidržuje dalekohled zavěšený na krku.